# Jules Guillaume
Baron Jules Paul Marguerite Willem Guillaume (Den Haag, 26 maart 1892 - Stockholm, 6 oktober 1962) was een Belgisch diplomaat.

## Biografie

### Familie
Baron Jules Guillaume was een telg uit de familie Guillaume. Hij was een zoon van baron Jean-Gustave-Paul Guillaume (1852-1918) en de Roemeense Euphrosine de Gradisteano (1858-1914). Zijn vader was buitengewoon gezant en gevolmachtigd minister en zijn moeder eredame van de Roemeense koningin Elisabeth. Hij was een kleinzoon van Henri Guillaume, officier, minister van Oorlog en historicus.
Hij trouwde in 1933 in Elsene met Élisabeth Wittouck (1903-1978), dochter van industrieel Frantz Wittouck. Ze kregen twee zoons en twee dochters:
- Philippe Guillaume (1934), diplomaat, trouwde met Monique d'Aboville en vervolgens met prinses Shirîn Malek-Mansour-Kadjar. Ze kregen drie zoons en een dochter, met afstammelingen tot heden.
- Cécile Guillaume, trouwde met Mounir Megally, egyptoloog. Ze kregen een zoon en twee dochters, met afstammelingen tot heden.
- Alain Guillaume (1937), ambassadeur, schrijver, voorzitter van de Association des Amis du Grand Parc de Versailles en voorzitter van de Association des Ecrivains de Langue Française, trouwde in 1961 in Parijs met prinses Anne-Marie Murat (1936), dochter van prins Achille Murat (1898-1987), Frans industrieel. Ze kregen een zoon en drie dochters, met afstammelingen tot heden.
- Béatrice Guillaume, trouwde met Igor de Trezvynski en vervolgens met Shafik Megally, schrijver.

### Carrière
Guillaume studeerde rechten. In 1914 ving hij zijn diplomatieke carrière aan en werd hij attaché in Parijs. Tijdens de Eerste Wereldoorlog diende hij als reserveluitenant in het Belgische leger. Na afloop van de oorlog ontving hij het Oorlogskruis.
Hij nam deel aan de Belgische delegatie op de Vredesconferentie van Versailles in 1919 en was vervolgens kabinetschef van Edouard Rolin-Jacquemyns, hoog commissaris van België in het Rijnland in Koblenz. Vervolgens was hij op post in Boekarest, Londen en Peking. In 1927 stond hij aan het hoofd van het consulaat in Hankou. De Kwomintang onder leiding van Chiang Kai-shek had de stad (later Wuhan) tot hoofdstad van de Republiek China gemaakt. Guillaume was vervolgens op post in Mexico-Stad en Parijs en werd in 1932 gevolmachtigd minister en in 1937 ambassadeur in Nanjing. In die hoedanigheid maakte hij de Chinees-Japanse Oorlog en de terugtrekking van de regering onder leiding van Chiang Kai-shek mee. In december 1941 werd hij in Hongkong door de Japanse bezetter gearresteerd. In augustus 1942 werd hij als onderdeel van een diplomatenruil vrijgelaten en kwam hij in Lourenço Marques terecht. Op verzoek van minister van Buitenlandse Zaken Paul-Henri Spaak ging Guillaume in oktober 1943 samen met andere diplomaten naar de Belgische regering in ballingschap in Londen. Theoretisch gezien bleef hij in afwachting van de bevrijding ambassadeur in China. Tijdens de Tweede Wereldoorlog vervulde hij ook diplomatieke missies naar de Verenigde Staten en Belgisch-Congo (februari 1944). Na de terugkomst van de Belgische regering in Brussel in september 1944 werd hij directeur-generaal Politieke Zaken.
Guillaume werd eind 1944 ambassadeur in Parijs, een post die hij vijftien jaar bekleedde. In die hoedanigheid was hij betrokken bij diverse historische gebeurtenissen. In 1945 overlegde hij met president Charles de Gaulle over de mogelijkheid voor koning Leopold III om via Frankrijk naar België terug te keren. Ook waren er gesprekken voor een mogelijke douane-unie tussen de Benelux-landen en Frankrijk. In 1947 was Guillaume betrokken bij de onderhandelingen omtrent de uitvoering van het Marshallplan en de oprichting van de  Organisatie voor Europese Economische Samenwerking en in 1948 bij de onderhandelingen van het Noord-Atlantisch Verdrag dat onder meer tot de oprichting van de Noord-Atlantische Verdragsorganisatie leidde. Hij onderhandelde ook met Jean Monnet over Europese samenwerking en volgde de beginjaren van de Europese Gemeenschap voor Kolen en Staal en de Europese Defensiegemeenschap van nabij. Aan Brussel deed hij verslag over de Franse activiteiten in het Midden-Oosten, het onafhankelijkheid van Israël, de Koreaanse Oorlog en de Suezcrisis. Het was bovendien een periode waarin de Belgische en Franse regeringen hun standpunten over koloniale aangelegenheden op elkaar afstemden om de toenemende druk van de Verenigde Naties het hoofd te bieden. Bovendien was hij een belangrijke persoonlijkheid in het sociale leven in de Franse hoofdstad; op de ambassade ontving hij hooggeplaatste figuren uit de politieke, economische en culturele wereld.
Van maart tot september 1953 werd hij tijdelijk naar Brussel teruggeroepen. Onder de ongebruikelijke noemer 'Staatssecretaris van het Koningshuis' coördineerde hij onder meer de persdienst van het Koninklijk Paleis. De eerste jaren van het koningschap van koning Boudewijn hadden het onbehagen van de Koningskwestie niet doen verdwijnen. Daarnaast waren er het gebrek aan enthousiasme van de koning, de conservatieve entourage rond de koning en het gebrek aan communicatie met politici en de pers. Enkele inschattingsfouten hadden ertoe geleid dat de vorst de begrafenis van de Britse koning George VI niet bijwoonde en niet uit vakantie terugkeerde tijdens zware overstromingen aan de Belgische kust. Om de betrekkingen met de media te verbeteren haalde hij uit Parijs een van zijn medewerkers, Claude de Valkeneer, die decennialang de persdienst van het Koninklijk Paleis leidde.
Guillaume keerde vervolgens naar Parijs terug. Hij bereikte in 1957 de maximumleeftijd voor zijn ambt, maar de ministerraad verlengde dit met twee jaar. In 1959 trok hij zich terug op zijn kasteel buiten de Franse hoofdstad.